# Figura vârfului

Figura vârfului „jumătate de latură” a unui cub

În geometrie, figura vârfului, este în general aspectul fațetei care apare când este tăiat un vârf al unui poliedru sau politop.

## Definiții

Figura vârfului „întreaga latură” a unui cub

Figura sferică a vârfului unui cub

Figura vârfului unui cub ca mulțime de puncte

Se ia un vârf al unui poliedru. Se marchează câte un punct undeva pe fiecare latură legată de vârful respectiv. Se unesc punctele adiacente cu segmente trasate pe fețele din jurul vârfului. Aceste linii formează un poligon închis în jurul vârfului. Acest poligon este figura vârfului.
Definițiile formale, mai exacte, variază destul de mult în funcție de situații. De exemplu Coxeter (e.g. 1948, 1954) adaptează convenabil definiția în funcție de situația curentă. Multe din definițiile ulterioare ale figurii vârfului se aplică la placările infinite, sau, prin extensie teselărilor spațiale cu politopuri, inclusiv în dimensiuni superioare, sau celule.

### Cazul tăieturii plane
Dacă se taie cu un plan un colț al unui poliedru, tăietura trece prin toate laturile conectate la acel vârf. Suprafața secțiunii este figura vârfului. Asta este abordarea comună, cel mai ușor de înțeles. Diferiți autori fac aceste tăieturi în diferite locuri. Wenninger (2003), ca și Coxeter (1948), taie fiecare latură la distanța de o unitate de la vârf. Pentru poliedrele uniforme Dorman Luke taie fiecare latură conectată la vârf prin mijlocul ei. Alți autori fac tăietura prin vârfurile de la celelalte capete ale laturilor.
La un poliedru neregulat, tăiatul laturilor incidente într-un vârf la distanțe egale de vârf poate produce o figură care nu este într-un plan (este strâmbă). O abordare mai generală, valabilă pentru orice poliedru convex, este de a tăia vârful cu un plan care-l separă de toate celelalte vârfuri, dar este oarecum arbitrară. Această construcție determină structura combinatorială a figurii vârfului, similar cu o mulțime de vârfuri conectate (v. mai jos), dar nu este exactă geometric; ea poate fi generalizată la politopurile convexe din orice dimensiune. Totuși, pentru poliedrele neconvexe se poate să nu existe un plan în apropierea vârfului care să taie toate fețele incidente în acel vârf.

### Cazul poligonului sferic
Cromwell (1999) generează figura vârfului prin intersectarea poliedrului cu o sferă cu centrul în vârful respectiv, sferă suficient de mică pentru a intersecta doar laturile și fețele incidente în acel vârf. Asta se poate vizualiza ca o separare făcută cu o linguriță în jurul vârfului. În acest caz suprafața figurii vârfului este un poligon sferic marcat pe această sferă. Un avantaj al acestei metode este că forma figurii vârfului este fixă, în timp ce intersecția cu un plan produce forme diferite, în funcție de unghiul planului. În plus, metoda funcționează și pentru poliedrele neconvexe.

### Cazul vârfurilor conectate
În cazul calculelor combinatorice (ex. Skilling, 1975) figura vârfului este considerată mulțimea de puncte ordonată (sau ordonată parțial) a vârfurilor conectate prin laturi la vârful dat.

### Cazul abstract
În teoria politopurilor abstracte⁠(d), figura vârfului unui vârf dat V conține toate elementele incidente în acel vârf: laturi, fețe etc. Formal, ea este o (n−1)-secțiune Fn/V, unde Fn este fața din cea mai înaltă dimensiune.
Această mulțime de elemente este cunoscută ca steaua vârfului. Figura vârfului geometrică și steaua vârfului trebuie înțelese ca materializări diferite ale aceluiași vârf abstract.

## Proprietăți generale
Figura vârfului unui n-politop este un (n−1)-politop. De exemplu, figura vârfului unui poliedru este un poligon, iar figura vârfului unui 4-politop este a poliedru.
În general, o figură a vârfului nu este necesar să fie planară.
La poliedrele neconvex figura vârfului poate fi și ea neconvexă. De exemplu politopurile uniforme pot avea fețele sau/și figurile vârfurilor ca poligoane stelate.

### Figuri izogonale
Figura vârfului este semnificativă în special la politopurile uniforme⁠(d) și alte politopuri izogonale deoarece în aceste cazuri figura vârfului poate defini întregul politop.
La poliedrele cu fețe regulate, figura vârfului poate fi reprezentată prin notația configurației vârfului, prin enumerarea fețelor în ordinea din jurul vârfului. De exemplu, 3.4.4.4 este un vârf în care se întâlnesc un triunghi și trei pătrate, și definește rombicuboctaedrul uniform.
Dacă politopul este izogonal, figura vârfului va exista într-o suprafață dintr-un hiperplan din n-spațiu.

## Construcții

### Din vârfurile adiacente
Considerând conectivitatea vârfurilor învecinate, figura vârfului poate fi construită pentru oricare vârf al unui politop:
- Fiecare vârf al figurii vârfului coincide cu un vârf al politopului inițial.
- Fiecare latură a figurii vârfului există pe o față sau în interiorul politopului inițial conectând două vârfuri de pe fața inițială.
- Fiecare față a figurii vârfului există pe sau într-o celulă a n-politopului inițial (pentru n > 3).
- ... și tot așa pentru elementele de ordin superior ale politopurilor de ordin superior.

### Construcția Dorman Luke
La un poliedru uniform, fața poliedrului său dual poate fi generată din figura vârfului poliedrului inițial prin metoda Dorman Luke.

### Politopuri regulate

Figura vârfului marelui icosaedru este pentagrama regulată, adică poligonul stelat {5/2}.

Dacă un politop este regulat, el poate fi reprezentat de simbolul său Schläfli și atât forma celulelor sale, cât și figura vârfurilor poate fi extrasă simplu din această notație.
Un politop regulat general cu simbolul Schläfli {a,b,c,...,y,z} are celulele {a,b,c,...,y}, și figura vârfurilor {b,c,...,y,z}.
1. Pentru un poliedru regulat {p,q}, figura vârfului este {q}, un q-gon.
  - De exemplu, figura vârfului unui cub {4,3}, este triunghiul {3}.
2. Pentru un 4-politop regulat sau o teselare spațială {p,q,r}, figura vârfului este {q,r}.
  - De exemplu, figura vârfului unui hipercub {4,3,3}, este tetraedrul regulat {3,3}.
  - La fel, figura vârfului unui fagure cubic {4,3,4}, este octaedrul regulat {3,4}.

Deoarece politopul dual al unui politop regulat este și el regulat și reprezentat de simbolul Schläfli cu indicii în ordine inversă, este ușor de văzut că dualul figurii vârfului este celula politopului dual. Pentru poliedrele regulate, acesta este un caz particular al construcției Dorman Luke.

## Un exemplu de figură a vârfului a unui fagure

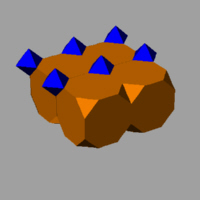
Fagure cubic trunchiat (parțial)

Figura vârfului unui fagure cubic trunchiat este o piramidă pătrată neuniformă. Un octaedru și patru cuburi trunchiate se întâlnesc în fiecare vârf pentru a forma o teselare în spațiu.
| Figura vârfului: piramidă pătrată neuniformă                  | diagrama Schlegel | Perspectivă |
| Creat ca bază pătrată dintr-un octaedru                       | (3.3.3.3)         |             |
| și patru laturi triunghiuri isoscele ale cuburilor trunchiate | (3.8.8)           |             |

## Figura laturii

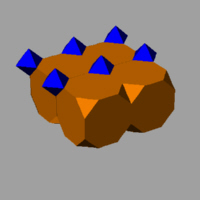
Fagurele cubic trunchiat are două feluri de laturi, una cu patru cuburi trunchiate, și alta cu un octaedru și două cuburi trunchiate. Acestea pot fi văzute ca două tipuri de figura laturii. Acestea sunt văzute ca vârfurile figurii vârfului.

Legat de figura vârfului, figura laturii este figura vârfului a figurii vârfului. Figurile laturilor sunt utile pentru demonstrarea relațiilor între elementele politopurilor regulate și uniforme.
Figura laturii este un (n−2)-politop, reprezentând aranjamentul fațetelor în jurul unei laturi date. Politopurile regulate uniforme cu diagrame Coxeter cu un singur inel au un singur fel de latură. În general, un politop uniform poate avea atâtea feluri de laturi câte reflexii active există în construcție, deoarece fiecare reflexie activă produce o latură în domeniul fundamental.
Politopurile regulate (și fagurii) au o singură figură a laturii care este, și ea, regulată. Pentru un politop regulat {p,q,r,s,...,z}, figura laturii este {r,s,...,z}.
În patru dimensiuni, figura laturii unui 4-politop sau 3-fagure este un poligon reprezentând aranjamentul mulțimii de fațete din jurul laturii. De exemplu, figura laturii unui fagure cubic regulat {4,3,4} este un pătrat, iar pentru un 4-politop regulat {p,q,r} este poligonul {r}.
Mai puțin trivial, fagurele cubic trunchiat t0,1{4,3,4}, are figura vârfului o piramidă pătrată, cu celule cuburi trunchiate și octaedre. Aici sunt două feluri de figura laturii. La apexul piramidei figura laturii este un pătrat. Aceasta reprezintă cele patru cuburi trunchiate din jurul laturii. Celelalte patru figuri ale laturii sunt triunghiuri isoscele la vârfurile de la baza piramidei. Acestea reprezintă aranjamentul a două cuburi trunchiate și a unui octaedru în jurul celorlalte laturi.